# Taddeo Gaddi (kardynał)
Taddeo Gaddi (ur. 22 stycznia 1520 we Florencji, zm. 22 grudnia 1561 w Apulii) – włoski kardynał.

## Życiorys
Urodził się 22 stycznia 1520 roku we Florencji, jako syn Luigiego Gaddiego i Cateriny Gomiel (był potomkiem w linii prostej malarza Taddea Gaddiego). 21 czerwca 1535 roku został wybrany arcybiskupem Cosenzy, pozostając w randze administratora apostolskiego do momentu osiągnięcia wieku kanonicznego. 15 marca 1557 roku został kreowany kardynałem prezbiterem i otrzymał kościół tytularny San Silvestro in Capite. Zmarł 22 grudnia 1561 roku w Apulii.